# Heba
Heba  est le nom d'une ancienne ville d'Étrurie à proximité ou sur le lieu aujourd'hui de Magliano in Toscana dans la province de Grosseto en Toscane. 

## Histoire
Le témoignage concernant l'existence de la colonie romaine de Heba nous est apporté par une inscription retrouvée sur une urne funéraire en travertin dédiée au génie (genius) de la colonie de Heba. Cette pièce est aujourd'hui conservée au municipio de Magliano in Toscana et est datée entre la moitié du Ier siècle av. J.-C. et le début du IIe siècle av. J.-C.
Les sources anciennes ne sont pas très explicites concernant sa localisation.
Ptolémée rappelle sa position entre Vulci et Saturnia tandis que Pline l'Ancien cite uniquement son nom sous le terme oppidum. 
Vu l'absence de monuments significatifs, la location de Heba est admise près de la frazione Le Sassaie à proximité du centre médiéval de Magliano le long de la route provinciale Sant’Andrea,
Cette localisation est le résultat de trouvailles de restes de structures murales, d'éléments architecturaux et épigraphiques. Il manque néanmoins les données permettant de dater précisément la création de la ville de Heba. L'hypothèse la plus admise est qu'elle ait été créée au cours du IIe siècle av. J.-C. comme les autres colonies de la zone, comme Saturnia par exemple. 
Parmi les découvertes provenant des lieux figure la Tabula Hebana, une table en bronze portant une disposition du processus d'élection des magistrats établie en 19 ap. J.-C., et conservée à Grosseto auprès du Museo Archeologico e d’Arte della Maremma.